# Najwyższe organy kontroli Księstwa Warszawskiego i Królestwa Polskiego
Najwyższe organy kontroli Księstwa Warszawskiego i Królestwa Polskiego, istniejące w latach 1809–1867.

## Główna Izba Obrachunkowa (1809–1815)
2 marca 1809 r., na podstawie dekretu monarchy została utworzona Główna Izba Obrachunkowa (GIO). Izba składała się z prezesa, któremu podlegało m.in. czterech konsyliarzy, pięciu rachmistrzów, a także asesorzy. GIO prowadziła kontrolę rachunków, na których dochód i rozchód środków publicznych przekraczał 500 zł rocznie. Sprawowana przez GIO kontrola miała dwa etapy:
- formalny, przeprowadzany przez rachmistrzów,
- legalny, obejmujący też badanie zgodności z preliminarzem budżetowym, realizowany przez konsyliarzy i asesorów.

W razie stwierdzenia nieprawidłowości GIO posiadała też uprawnienie do kontrolowania gospodarność i celowość wydatków. O nieprawidłowościach GIO informowała monarchę za pośrednictwem Rady Stanu.

## Izba Obrachunkowa Królestwa Polskiego

### 1815-1831
Po nadaniu nowej konstytucji ogłoszonej 24 XII 1815 r., przez króla Aleksandra I, art. 78 poświęcono kontroli państwowej. Określono w nim, że Izba Obrachunkowa Królestwa Polskiego zależy tylko od króla, odpowiadając za rewizję rachunków i zakwitowanie zdających rachunków.
Działalność Izby polegała na kontroli rachunków państwowych oraz informowaniu o niedociągnięciach władz wyższych. W razie niezgodności trzyosobowy skład powoływany przez Izbę, wydawał wyrok. Mógł on nakazać zapłatę zaległości w określonym terminie. Możliwość nakładania kar pieniężnych wiązała się z możliwością zaskarżenia wyroków do Rady Stanu, w ciągu trzech miesięcy.
Kontroli dokonywano w 2 etapach:
- w pierwszej części przez niższych funkcjonariuszy II klasy
- druga przez rachmistrzów I klasy

Izba miała możliwość prowadzenia tzw. superwizji. Polegało to na sporządzaniu kwartalnych sprawozdań oraz ogólnego raportu o całorocznym finansowym stanie państwa i przekazaniu go panującemu.
Do pomocy Izbie utworzono Prokuratora Generalnego, powołanego na podstawie dekretu z 24 XI 1816 r. Podlegał on rządowi.
Ponieważ pojawiały się głosy krytykujące ówczesną Izbę oraz jej zakres działania, wprowadzono nowe regulacje dekretem z 9(21) VIII 1821 r. Dekret stwierdzał, że Izba to organ scentralizowany z siedzibą w Warszawie. Składał się on z 4 członków. Prezes powoływany przez króla na wniosek namiestnika kierował pracami Izby.
Nadano Izbie możliwość składania uwag do projektu budżetu. Tak też zmiany zatwierdzano po zgodzie panującego lub namiestnika oraz po zapoznaniu się z opinią Izby.
Kontrola Izby stała się następcza, merytoryczna i formalna wraz z kryteriami legalności, gospodarności oraz celowości wydatków. Izba mogła udzielić zatwierdzenia, jeśli z rachunkiem było wszystko w porządku, jeśli jednak miała zastrzeżenia mogły one być formalne lub merytoryczne. Jeżeli było to uchybienie formalne to „Izba mogła nałożyć karę pieniężną do wysokości stu złotych polskich”. Przy uchybieniu merytorycznym również „orzekano karę pieniężną tzw. Decess, z tym że jeśli podstawą była pomyłka, kończyło się na obowiązku spłaty wyznaczonej kwoty, jeśli uchybienie było skutkiem przeniewierzenia Izba zawiadamiała odpowiednią Komisję Rządową celem wszczęcia postępowania sądowego”.
Izba zdawała relacje ogólne w trzech częściach:

a) fundusze pozostające pod kontrola tzw. Komisji Skarbu

b) fundusze pozostające do dyspozycji innych Komisji Rządowych

c) fundusze depozytowe
Izba Obrachunkowa w porównaniu z GIO miała wówczas szersze uprawnienia, dostosowane do polskich realiów. Izba była w większej mierze podporządkowana Namiestnikowi, który sprawował nad nią nadzór.

### 1831–1867
W związku z detronizacją monarchy, dekretem z 29 stycznia 1831 r. wprowadzono zmianę trybu wyboru prezesa Izby.
Zgodnie ze Statutem Organicznym dla Królestwa Polskiego z dnia 26 lutego 1832 r. na czele Najwyższej Izby Obrachunkowej, zajmującej się rachunkami Królestwa, stał Kontroler Generalny. Był on członkiem Rady Administracyjnej i Rady Stanu. Poszerzono przy tym zakres kontroli, upoważniając do kontroli Komisję Rządową Wojny oraz powołując komitet odpowiedzialny za obliczenie strat skarbu państwa oraz osób prywatnych w czasie powstania. komitet ten miał też sprawdzić stan majątkowy Królestwa.
Podczas składanych ogólnych sprawozdań o stanie finansowym państwa Izba opracowała wiele uwag dotyczących m.in. zmiany opłaty stemplowej, usunięcia niegospodarności w lasach rządowych, połączenia Komisji Emerytalnej z Komisją Ubezpieczeń, niedogodności opłat monopolu tytoniowego, zakończenie wydzierżawienia niestałych dochodów miast oraz zwiększenia zakresu działalności lombardu warszawskiego. Należy dodać, iż NIO nie tylko kontrolowała wykonanie budżetu Królestwa, lecz także aktywnie uczestniczyła w fazie jego układania.

## Czasowa Izba Kontrolująca w Warszawie
Likwidacja NIO nastąpiła 1(13) stycznia 1867 r. Za kontrolę państwową królestwa stały się odpowiedzialne organy rosyjskie. Aby odpowiednio dokończyć sprawdzenie rachunków do 1867 r. powołano Czasową Izbę Kontrolującą w Warszawie. Jej rozwiązanie nastąpić z dniem ukończenia tego zadania.

## Podsumowanie
Pierwsze początki kontroli państwowej w Polsce, prowadzonej przez wyodrębniony organ, oparte były na wzorcach francuskich. Ulegała ona przekształceniom dostosowując zasady kontroli do realiów polskich. Największym dokonaniem ówczesnej kontroli była możliwość wglądu do projektu budżetu, kontrola wykonania budżetu oraz możliwość kontroli pod względem kryteriów legalności, gospodarności czy celowości wydatków.

## Literatura
- Ryszard Szawłowski: Najwyższe państwowe organy kontroli w Polsce w XIX wieku: Główna Izba Obrachunkowa Księstwa Warszawskiego oraz Izba Obrachunkowa i Najwyższa Izba Obrachunkowa Królestwa Polskiego, lata 1808-1866. Bellona, 1999. Brak numerów stron w książce